# Honda Indy Toronto 2013
Das Honda Indy Toronto 2013 fand am 13. und 14. Juli in den Streets of Toronto in Toronto, Ontario, Kanada statt und war das zwölfte und dreizehnte Rennen der IndyCar Series 2013.

## Berichte

### Hintergrund
Nach dem Pocono IndyCar 400 führte Hélio Castroneves in der Fahrerwertung mit 23 Punkten auf Ryan Hunter-Reay und 55 Punkten auf Marco Andretti.
Zum zweiten Mal in der Saison nach dem Chevrolet Indy Dual in Detroit 2013 wurde ein sogenannter Double Header veranstaltet. An dem Rennwochenende wurden somit zwei Rennen über die volle Distanz ausgetragen. Für das erste Rennen des Honda Indy Toronto war zum ersten Mal in der Geschichte der IndyCar Series ein stehender Start vorgesehen. Die Fahrzeuge werden, wie bei IndyCar-Rennen üblich, weiterhin in der Boxengasse angelassen. Die Fahrer absolvieren danach eine Countdown-Runde sowie die Formation Lap (Einführungsrunde). In beiden Runden fährt das Safety Car vor dem Feld. Nach dem Ende der Einführungsrunde nehmen die Fahrer Aufstellung im Grid. Sobald alle Fahrer stehen, gibt der Renndirektor per Funk ein Signal an alle Fahrer, dass das Startprozedere beginnt. Fünf Sekunden später wird die Startampel in sechs Schritten komplett auf rot geschaltet. Ein Abbruch ist bis zum vollständigen Erleuchten der Ampel möglich. Sobald alle zwölf Signallichter rot sind, dauert es 0,5 bis 3 Sekunden bis zum Umschalten der Ampel auf grün. Da der Start beim ersten Rennen abgebrochen worden war, wurde das zweite Rennen ebenfalls stehend gestartet.
Bei beiden Rennen des Honda Indy Toronto standen den Fahrern insgesamt 170 Sekunden zur Nutzung des Push-To-Pass-Buttons zu. Die Überholhilfe durfte im Rennen zehnmal aktiviert werden.
Renndirektor Beaux Barfield war aus persönlichen Gründen nicht vor Ort. Seine Aufgaben übernahm Brian Barnhart.
Im Starterfeld gab es zwei Veränderungen. Mike Conway kehrte in das Fahrzeug mit #18 von Dale Coyne Racing zurück und löste Pippa Mann ab. Conway saß zuletzt beim Double Header in Detroit für den Rennstall aktiv gewesen. Die zweite Veränderung ergab sich während des Wochenendes. Nachdem sich Ryan Briscoe im ersten Rennen am Samstag verletzt hatte und für den Sonntag ausgefallen war, wurde er für den letzten Tag bei Panther Racing durch Carlos Muñoz ersetzt. Es war Muñoz zweites IndyCar-Rennen nach dem Indianapolis 500 2013. Er erhielt die Freigabe für den Start von seinem Rennstall Andretti Autosport, für die er einen Tag vorher am Indy-Lights-Rennen auf der Strecke, dem Toronto 100, teilgenommen hatte. Muñoz beendete das Toronto 100 auf dem vierten Platz und war zu diesem Zeitpunkt der Gesamtführende der Indy Lights.
Mit Dario Franchitti (dreimal), Will Power (zweimal), Sébastien Bourdais, Justin Wilson und Hunter-Reay (jeweils einmal) traten fünf ehemalige Sieger zu diesen Indys an.

### Training
Im Training fuhr Hunter-Reay die schnellste Runde vor Josef Newgarden und Briscoe. Es gab mehrere Zwischenfälle. Franchitti zerstörte die komplette rechte Fahrzeugseite bei einem Unfall in der fünften Kurve. Castroneves beschädigte sich seinen Frontflügel bei einer Kollision mit Power, der in diesem Training einmal in den Reifenstapeln landete.

### 1. Qualifying
Das Qualifying zum ersten Rennen fand nach dem ursprünglichen Format für Straßenkurse statt.
Der erste Abschnitt des Zeitentrainings wurde in zwei Gruppen ausgetragen. Die sechs schnellsten Piloten jeder Gruppe kamen ins zweite Segment. Die restlichen Startpositionen wurden aus dem Ergebnis des ersten Qualifyingabschnitts bestimmt, wobei den Fahrern der ersten Gruppe die ungeraden Positionen ab 13, und den Fahrern der zweiten Gruppe die geraden Positionen ab 14 zugewiesen wurden. In der ersten Gruppe fuhr Dixon die schnellste Runde, in der zweiten Gruppe war Franchitti der schnellste Pilot.
Im zweiten Segment der Qualifikation qualifizierten sich die sechs schnellsten Fahrer für den finalen Abschnitt. Franchitti erzielte die schnellste Rundenzeit. Neben ihm schafften es Bourdais, Tony Kanaan, Dixon, Power und James Jakes in den dritten Teil des Qualifyings, die sogenannten Firestone Fast Six. Kurz vor Ablauf der Zeit schlug Takuma Satō in die Mauer ein und sorgte damit dafür, dass einige Fahrer ihre Zeiten nicht mehr verbessern konnten. Hunter-Reay, der als Siebter den Einzug in die Firestone Fast Six knapp verpasste, äußerte sich nach dem Qualifying kritisch über Satō, der ihm beim vorherigen Rennen in der Vorwoche ins Heck gefahren war.
Franchitti fuhr schließlich die schnellste Zeit und erzielte die 32. Pole-Position seiner Karriere vor Bourdais und Power. Damit zog Franchitti mit Michael Andretti gleich und belegte zusammen mit ihm den sechsten Platz in der Liste der IndyCar-Pole-Setter. Franchitti hatte seine erste Pole-Position 16 Jahre zuvor an selber Stelle erzielt. Zum ersten Mal starteten in der IndyCar Series zwei viermalige Champions aus der ersten Startreihe. Es war zudem Bourdais erste Top-2-Startposition in der IndyCar Series. Bei den Champ Cars stand er 31-mal auf der Pole-Position.
Jakes wurde aufgrund eines vorzeitigen Motorenwechsels um zehn Positionen nach hinten versetzt.

### 2. Qualifying
Das zweite Qualifying wurde in zwei Gruppen ausgetragen. Jede Gruppe hatte jeweils zwölf Minuten Zeit. Der jeweils erste einer Gruppe erhielt einen Bonuspunkt für eine Pole-Position. Der erste Startplatz ging an den schnelleren von den beiden.
In der ersten Gruppe war Franchitti Schnellster vor Hunter-Reay und Kanaan. In der zweiten Gruppe fuhr Dixon die schnellste Runde vor Castroneves und Power. Dixon war der absolut schnellste Pilot und erhielt somit den ersten Startplatz. Zum ersten Mal seit dem Cafés do Brasil Indy 300 2010 starteten zwei Ganassi-Piloten aus der ersten Reihe. Franchitti sagte nach dem Qualifying, dass er damit gerechnet hatte, dass in der zweiten Gruppe schnellere Zeiten möglich wären, da mehr Gummi auf der Strecke lag. Alle Fahrer der zweiten Gruppe wurden anhand der Qualifyingreihenfolge auf den ungeraden Startplätzen einsortiert. Die Fahrer der ersten Gruppe erhielten die geraden Startplätze.
In der zweiten Gruppe gab es eine turbulente Schlussphase. Power streifte eine Bande und löste dabei einen Werbebanner, der sich darauf um den Frontflügel von Bourdais wickelte. Kurz vor Ende löste ein Unfall von Jakes rote Flaggen aus, sodass Zeitenverbesserungen am Ende nicht mehr möglich waren.

### 1. Rennen
Der erste stehende Start der IndyCar Series wurde abgebrochen, nachdem Newgarden seinen Motor abgewürgt hatte. Das Rennen wurde somit unter gelben Flaggen gestartet und in der vierten Runde freigegeben. Newgarden handelte sich im Rennen 51 Runden Rückstand ein, kam aber ins Ziel.
Franchitti führte das Rennen bis zur 21. Runde an, in der er von Bourdais überholt wurde. Bei dem Überholmanöver von Bourdais ging zudem Power an Franchitti vorbei auf die zweite Position. Hinter den ersten drei Piloten lag Dixon. Bourdais war auf einer anderen Reifenstrategie als seine Gegner. Dadurch hatte er Vorteile in der Anfangsphase, aber auch Nachteile in der Schlussphase.
Nachdem Charlie Kimball für zwei Runden in Führung gelegen war, führte Power das Rennen im zweiten Renndrittel für 29 Runden am Stück an. Während Power in Führung lag, fiel Satō mit technischen Problemen aus. Zudem gab es eine Kollision zwischen Graham Rahal und Tristan Vautier in der vierten Kurve, die eine Gelbphase auslöste. Beide Piloten nahmen das Rennen wieder auf.
Power verlor die Führung nach der 60. Runde an Dixon, der sich im restlichen Rennen mit Bourdais auf der ersten Position abwechselte. In der 65. Runde gab es eine Kollision zwischen Briscoe, Wilson und Kimball, die eine Gelbphase auslöste. Wilson hatte Kimball berührt und diesen gedreht, dabei wich er zur Außenbahn aus und berührte Briscoe. Während Wilson in der Führungsrunde blieb, schied Briscoe mit einer Handverletzung aus und Kimball gab nach ein paar weiteren Runden auf. Briscoe hatte sich das rechte Handgelenk beim Unfall gebrochen und fiel als Folge für einen Monat aus. Briscoe wurde kurz nach dem Unfall operiert.
Nachdem Restart übernahm Bourdais die Führung, bis er in der 78. Runde von Dixon überholt wurde. Bourdais hatte in der Schlussphase Schwierigkeiten mit dem Abbau seiner Reifen. Hunter-Reay schlug wenig später leicht in die Reifen ein, löste damit aber keine Gelbphase aus und erreichte auch das Ziel. Er befand sich in einem Duell mit seinem Teamkollegen E. J. Viso. Zuvor hatte Hunter-Reay bereits bei seinen beiden Boxenstopps den Motor abgewürgt. In der 82. gab es eine weitere Gelbphase, als Alex Tagliani sich in der ersten Kurve gedreht hatte. Dixon behielt die Führung beim Restart.
In der Schlussphase kam es zu einem Duell zwischen Franchitti und Power, bei dem Power mit Franchitti kollidierte. Franchitti wurde zunächst wegen Behinderns mit einer Zeitstrafe belegt. Nachdem die Rennleitung das Bildmaterial ausgewertet hatte und Franchitti befragt worden war, zogen sie die Strafe jedoch zurück, da es sich um einen Rennzwischenfall handelte. Power schied aus.
Dixon gewann schließlich sein zweites Saisonrennen in Folge vor Bourdais und seinem Teamkollegen Franchitti. Bourdais Trophäe zerbrach bei der Podiumszeremonie, nachdem er diese Fallen gelassen hatte. Bourdais erzielte seine beste Platzierung in der IndyCar Series. Dixon erzielte seinen 31. IndyCar-Sieg und zog damit mit Bourdais und Franchitti gleich, die ebenfalls 31. IndyCar-Rennen gewonnen hatten. Zusammen mit dem nicht mehr aktiven Paul Tracy belegten die drei den siebten Platz in der Statistik der IndyCar-Sieger. Diese vier Piloten waren zudem die zu diesem Zeitpunkt besten Nicht-US-Amerikaner in dieser Statistik und Bourdais, Dixon und Franchitti die nach Siegen erfolgreichsten aktiven IndyCar-Fahrer.
Die Top 10 komplettierten Andretti, Kanaan, Castroneves, Conway, James Hinchcliffe, Simon Pagenaud und Simona de Silvestro.

### Abschlusstraining
Im Abschlusstraining am Sonntag kam Muñoz im Panther-Fahrzeug mit der #4 zum Einsatz und löste den verletzten Briscoe ab. Er wurde bei seinem ersten Einsatz für Panther 23. im Training. Castroneves fuhr die schnellste Runde vor den Ganassi-Piloten Dixon und Franchitti.

### 2. Rennen
Beim zweiten Rennen gab es den ersten stehenden Start in der Geschichte der IndyCar Series. Hinchcliffe hatte vor dem Start Probleme mit dem Gaspedal und fuhr dem Feld daher hinterher. Ed Carpenter blieb beim Start stehen, wurde jedoch rechtzeitig wieder gestartet, sodass das Safety Car nicht auf die Strecke kam. Pole-Setter Dixon behielt die Führung beim Start. Sein Teamkollege Franchitti beschädigte sich in der ersten Runde den Frontflügel bei einer Berührung mit Power. Dadurch musste Franchitti zu einem Reparaturstopp an die Box.
Dixon führte das Rennen bis zur 23. Runde an und gab die Führung dann nach seinem ersten Boxenstopp für je zwei Runden an die Penske-Fahrer Castroneves und Power ab. Nach Abschluss der ersten Boxenstopps führte Dixon das Rennen wieder an.
Nach 35 Runden war das Rennen für Kanaan beendet. Er schied aufgrund einer Mauerberührung aus. Es kam allerdings zu keiner Gelbphase. Die erste Gelbphase des Rennens ereignete sich schließlich in der 65. Runde, als Jakes in der fünften Kurve in die Begrenzung einschlug. Dixon, der vor der Gelbphase bis zu 16 Sekunden Vorsprung herausgefahren hatte, behielt die Führung beim Restart und profitierte davon, dass überrundete Fahrer direkt hinter ihm lagen.
Eine weitere Gelbphase gab es in der 81. Runde. Diesmal war ein Unfall Carpenters – ebenfalls in der fünften Kurve – der Auslöser. Beim Restart kam es zu einer Kollision im vorderen Feld: Power verlor im Kampf um die dritte Position die Kontrolle über sein Fahrzeug und kollidierte mit Hunter-Reay. Zuvor ging Bourdais an ihm vorbei. Satō berührte einen anderen Gegner und war nicht mehr in der Lage, Hunter-Reay auszuweichen. Er schied wie Power und Hunter-Reay aus. Das Rennen wurde erneut neutralisiert und nicht mehr freigegeben.
Dixon gewann das Rennen somit vor Castroneves und Bourdais. Damit siegte Dixon zum dritten Mal innerhalb sieben Tage. Dixon erzielte seinen 32. IndyCar-Sieg und wurde damit zum alleinigen siebtplatzierten in der ewigen Bestenliste der IndyCar-Sieger. Darüber hinaus wurde er mit dem Sieg zum bis dahin nach Siegen erfolgreichsten Nicht-US-Amerikaner sowie zum nach Siegen erfolgreichsten aktiven Fahrer. Da es Dixon gelang, beide Toronto-Rennen zu gewinnen, erhielt er eine zusätzliche Prämie in Höhe von 100.000 US-Dollar.
Die Top 10 komplettierten Franchitti, Viso, Kimball, Conway, Wilson, Andretti und Tagliani. Conway hatte im Rennen 16 Positionen gut gemacht.
In der Fahrerwertung behielt Castroneves die Führung. Dixon verbesserte sich vom vierten auf den zweiten Platz. Hunter-Reay fiel auf den dritten Gesamtrang zurück.

## Meldeliste
Alle Teams und Fahrer verwendeten das Chassis Dallara DW12 mit einem Aero-Kit von Dallara und Reifen von Firestone.
| Team                                   | Nr. | Fahrer              | Motor     |
| -------------------------------------- | --- | ------------------- | --------- |
| Andretti Autosport                     | 01  | Ryan Hunter-Reay    | Chevrolet |
| Andretti Autosport                     | 25  | Marco Andretti      | Chevrolet |
| Andretti Autosport                     | 27  | James Hinchcliffe   | Chevrolet |
| Team Penske                            | 03  | Hélio Castroneves   | Chevrolet |
| Team Penske                            | 12  | Will Power          | Chevrolet |
| Panther Racing                         | 04  | Ryan Briscoe        | Chevrolet |
| Panther Racing                         | 04  | Carlos Muñoz        | Chevrolet |
| Team Venezuela/Andretti Autosport/HVM  | 05  | E. J. Viso          | Chevrolet |
| Dragon Racing                          | 06  | Sebastian Saavedra  | Chevrolet |
| Dragon Racing                          | 07  | Sébastien Bourdais  | Chevrolet |
| Target Chip Ganassi Racing             | 09  | Scott Dixon         | Honda     |
| Target Chip Ganassi Racing             | 10  | Dario Franchitti    | Honda     |
| KV Racing Technology                   | 11  | Tony Kanaan         | Chevrolet |
| KV Racing Technology                   | 78  | Simona de Silvestro | Chevrolet |
| A. J. Foyt Enterprises                 | 14  | Takuma Satō         | Honda     |
| Rahal Letterman Lanigan Racing         | 15  | Graham Rahal        | Honda     |
| Rahal Letterman Lanigan Racing         | 16  | James Jakes         | Honda     |
| Dale Coyne Racing                      | 18  | Mike Conway         | Honda     |
| Dale Coyne Racing                      | 19  | Justin Wilson       | Honda     |
| Ed Carpenter Racing                    | 20  | Ed Carpenter        | Chevrolet |
| Schmidt Peterson Motorsports           | 55  | Tristan Vautier     | Honda     |
| Sarah Fisher Hartman Racing            | 67  | Josef Newgarden     | Honda     |
| Schmidt Hamilton Motorsports           | 77  | Simon Pagenaud      | Honda     |
| Novo Nordisk Chip Ganassi Racing       | 83  | Charlie Kimball     | Honda     |
| Bryan Herta Autosport w/Curb-Agajanian | 98  | Alex Tagliani       | Honda     |

Anmerkungen
1. 1 2  Briscoe fuhr das Fahrzeug #4 von Panther Racing an den ersten beiden Tagen. Muñoz übernahm es am dritten Tag, nachdem Briscoe verletzungsbedingt ausgefallen war.

Quelle: 

## Klassifikationen

### 1. Qualifying
| Pos. | Fahrer              | Team                                   | Fahrzeug          | Gruppe 1  | Gruppe 2  | Top 12    | FF6       | Start |
| ---- | ------------------- | -------------------------------------- | ----------------- | --------- | --------- | --------- | --------- | ----- |
| 01   | Dario Franchitti    | Target Chip Ganassi Racing             | Dallara-Honda     | —         | 1:00,0210 | 0:59,7680 | 0:59,6796 | 01    |
| 02   | Sébastien Bourdais  | Dragon Racing                          | Dallara-Chevrolet | 1:00,1932 | —         | 0:59,8364 | 0:59,7701 | 02    |
| 03   | Will Power          | Team Penske                            | Dallara-Chevrolet | 1:00,3558 | —         | 1:00,1610 | 1:00,0612 | 03    |
| 04   | Tony Kanaan         | KV Racing Technology                   | Dallara-Chevrolet | —         | 1:00,3178 | 0:59,9730 | 1:00,1179 | 04    |
| 05   | James Jakes         | Rahal Letterman Lanigan Racing         | Dallara-Honda     | 1:00,3331 | —         | 1:00,1617 | 1:00,1430 | 15    |
| 06   | Scott Dixon         | Target Chip Ganassi Racing             | Dallara-Honda     | 1:00,1779 | —         | 1:00,1462 | 1:00,3228 | 05    |
| 07   | Ryan Hunter-Reay    | Andretti Autosport                     | Dallara-Chevrolet | —         | 1:00,2319 | 1:00,1954 | —         | 06    |
| 08   | Hélio Castroneves   | Team Penske                            | Dallara-Chevrolet | 1:00,3294 | —         | 1:00,2866 | —         | 07    |
| 09   | Justin Wilson       | Dale Coyne Racing                      | Dallara-Honda     | —         | 1:00,4272 | 1:00,2954 | —         | 08    |
| 10   | Ryan Briscoe        | Panther Racing                         | Dallara-Chevrolet | —         | 1:00,4159 | 1:00,3843 | —         | 09    |
| 11   | Marco Andretti      | Andretti Autosport                     | Dallara-Chevrolet | —         | 1:00,2657 | 1:00,6027 | —         | 10    |
| 12   | Takuma Satō         | A. J. Foyt Enterprises                 | Dallara-Honda     | 1:00,2706 | —         | 1:02,3831 | —         | 11    |
| 13   | Simon Pagenaud      | Schmidt Hamilton Motorsports           | Dallara-Honda     | 1:00,4303 | —         | —         | —         | 12    |
| 14   | James Hinchcliffe   | Andretti Autosport                     | Dallara-Chevrolet | —         | 1:00,5083 | —         | —         | 13    |
| 15   | E. J. Viso          | Team Venezuela/Andretti Autosport/HVM  | Dallara-Chevrolet | 1:00,4556 | —         | —         | —         | 14    |
| 16   | Charlie Kimball     | Novo Nordisk Chip Ganassi Racing       | Dallara-Honda     | —         | 1:00,6569 | —         | —         | 16    |
| 17   | Alex Tagliani       | Bryan Herta Autosport w/Curb-Agajanian | Dallara-Honda     | 1:00,4586 | —         | —         | —         | 17    |
| 18   | Graham Rahal        | Rahal Letterman Lanigan Racing         | Dallara-Honda     | —         | 1:00,6868 | —         | —         | 18    |
| 19   | Josef Newgarden     | Sarah Fisher Hartman Racing            | Dallara-Honda     | 1:00,5822 | —         | —         | —         | 19    |
| 20   | Mike Conway         | Dale Coyne Racing                      | Dallara-Honda     | —         | 1:00,9526 | —         | —         | 20    |
| 21   | Tristan Vautier     | Schmidt Peterson Motorsports           | Dallara-Honda     | 1:00,9053 | —         | —         | —         | 21    |
| 22   | Simona de Silvestro | KV Racing Technology                   | Dallara-Chevrolet | —         | 1:01,1553 | —         | —         | 22    |
| 23   | Ed Carpenter        | Ed Carpenter Racing                    | Dallara-Chevrolet | 1:01,2367 | —         | —         | —         | 23    |
| 24   | Sebastian Saavedra  | Dragon Racing                          | Dallara-Chevrolet | —         | 1:01,2939 | —         | —         | 24    |

Anmerkungen
1. ↑  James Jakes wurde aufgrund eines vorzeitigen Motorenwechsels um 10 Positionen nach hinten versetzt.

Quellen: 

### 2. Qualifying
| Pos. | Fahrer              | Team                                   | Fahrzeug          | Gruppe 1  | Gruppe 2  | Start |
| ---- | ------------------- | -------------------------------------- | ----------------- | --------- | --------- | ----- |
| 01   | Scott Dixon         | Target Chip Ganassi Racing             | Dallara-Honda     | —         | 0:58,9686 | 01    |
| 02   | Dario Franchitti    | Target Chip Ganassi Racing             | Dallara-Honda     | 0:59,1905 | —         | 02    |
| 03   | Hélio Castroneves   | Team Penske                            | Dallara-Chevrolet | —         | 0:59,1953 | 03    |
| 04   | Ryan Hunter-Reay    | Andretti Autosport                     | Dallara-Chevrolet | 0:59,3915 | —         | 04    |
| 05   | Will Power          | Team Penske                            | Dallara-Chevrolet | —         | 0:59,2503 | 05    |
| 06   | Tony Kanaan         | KV Racing Technology                   | Dallara-Chevrolet | 0:59,5360 | —         | 06    |
| 07   | Sébastien Bourdais  | Dragon Racing                          | Dallara-Chevrolet | —         | 0:59,5421 | 07    |
| 08   | Ryan Briscoe        | Panther Racing                         | Dallara-Chevrolet | 0:59,5473 | —         | WD    |
| 09   | Alex Tagliani       | Bryan Herta Autosport w/Curb-Agajanian | Dallara-Honda     | —         | 0:59,7601 | 08    |
| 10   | Simona de Silvestro | KV Racing Technology                   | Dallara-Chevrolet | 0:59,6489 | —         | 09    |
| 11   | E. J. Viso          | Team Venezuela/Andretti Autosport/HVM  | Dallara-Chevrolet | —         | 0:59,7821 | 10    |
| 12   | James Hinchcliffe   | Andretti Autosport                     | Dallara-Chevrolet | 0:59,6750 | —         | 11    |
| 13   | Simon Pagenaud      | Schmidt Hamilton Motorsports           | Dallara-Honda     | —         | 0:59,8326 | 12    |
| 14   | Justin Wilson       | Dale Coyne Racing                      | Dallara-Honda     | 0:59,7113 | —         | 13    |
| 15   | Takuma Satō         | A. J. Foyt Enterprises                 | Dallara-Honda     | —         | 1:00,0874 | 14    |
| 16   | Charlie Kimball     | Novo Nordisk Chip Ganassi Racing       | Dallara-Honda     | 0:59,7871 | —         | 15    |
| 17   | Tristan Vautier     | Schmidt Peterson Motorsports           | Dallara-Honda     | —         | 1:00,3204 | 16    |
| 18   | Marco Andretti      | Andretti Autosport                     | Dallara-Chevrolet | 0:59,8207 | —         | 17    |
| 19   | Josef Newgarden     | Sarah Fisher Hartman Racing            | Dallara-Honda     | —         | 1:00,6174 | 18    |
| 20   | Graham Rahal        | Rahal Letterman Lanigan Racing         | Dallara-Honda     | 0:59,9216 | —         | 19    |
| 21   | James Jakes         | Rahal Letterman Lanigan Racing         | Dallara-Honda     | —         | 1:00,7204 | 20    |
| 22   | Sebastian Saavedra  | Dragon Racing                          | Dallara-Chevrolet | 1:00,1913 | —         | 21    |
| 23   | Ed Carpenter        | Ed Carpenter Racing                    | Dallara-Chevrolet | —         | 1:00,9519 | 22    |
| 24   | Mike Conway         | Dale Coyne Racing                      | Dallara-Honda     | 1:00,3919 | —         | 23    |

Anmerkungen
1. ↑  Ryan Briscoe verletzte sich im ersten Rennen. Panther Racing zog seine Meldung für das Fahrzeug #4 zurück und meldete stattdessen Carlos Muñoz für das zweite Rennen in diesem Fahrzeug. Da Muñoz nicht am Qualifying teilgenommen hatte, wurde das Fahrzeug ans Ende der Startposition versetzt.

Quellen: 

### 1. Rennen
| Pos. | Fahrer              | Team                                   | Fahrzeug          | Runden | Zeit         | Start | Führungsrunden |
| ---- | ------------------- | -------------------------------------- | ----------------- | ------ | ------------ | ----- | -------------- |
| 01   | Scott Dixon         | Target Chip Ganassi Racing             | Dallara-Honda     | 85     | 1:41:17,0605 | 05    | 14             |
| 02   | Sébastien Bourdais  | Dragon Racing                          | Dallara-Chevrolet | 85     | + 1,7007     | 02    | 20             |
| 03   | Dario Franchitti    | Target Chip Ganassi Racing             | Dallara-Honda     | 85     | + 2,9116     | 01    | 20             |
| 04   | Marco Andretti      | Andretti Autosport                     | Dallara-Chevrolet | 85     | + 3,7273     | 10    | 0              |
| 05   | Tony Kanaan         | KV Racing Technology                   | Dallara-Chevrolet | 85     | + 4,5961     | 04    | 0              |
| 06   | Hélio Castroneves   | Team Penske                            | Dallara-Chevrolet | 85     | + 5,0720     | 07    | 0              |
| 07   | Mike Conway         | Dale Coyne Racing                      | Dallara-Honda     | 85     | + 5,5749     | 20    | 0              |
| 08   | James Hinchcliffe   | Andretti Autosport                     | Dallara-Chevrolet | 85     | + 8,6580     | 13    | 0              |
| 09   | Simon Pagenaud      | Schmidt Hamilton Motorsports           | Dallara-Honda     | 85     | + 10,2140    | 12    | 0              |
| 10   | Simona de Silvestro | KV Racing Technology                   | Dallara-Chevrolet | 85     | + 10,8797    | 22    | 0              |
| 11   | Justin Wilson       | Dale Coyne Racing                      | Dallara-Honda     | 85     | + 11,3536    | 08    | 0              |
| 12   | James Jakes         | Rahal Letterman Lanigan Racing         | Dallara-Honda     | 85     | + 11,6899    | 15    | 0              |
| 13   | Ed Carpenter        | Ed Carpenter Racing                    | Dallara-Chevrolet | 85     | + 13,0557    | 23    | 0              |
| 14   | E. J. Viso          | Team Venezuela/Andretti Autosport/HVM  | Dallara-Chevrolet | 85     | + 47,5037    | 14    | 0              |
| 15   | Will Power          | Team Penske                            | Dallara-Chevrolet | 84     | DNF          | 03    | 29             |
| 16   | Sebastian Saavedra  | Dragon Racing                          | Dallara-Chevrolet | 84     | + 1 Runde    | 24    | 0              |
| 17   | Alex Tagliani       | Bryan Herta Autosport w/Curb-Agajanian | Dallara-Honda     | 84     | + 1 Runde    | 17    | 0              |
| 18   | Ryan Hunter-Reay    | Andretti Autosport                     | Dallara-Chevrolet | 83     | + 2 Runden   | 06    | 0              |
| 19   | Tristan Vautier     | Schmidt Peterson Motorsports           | Dallara-Honda     | 83     | + 2 Runden   | 21    | 0              |
| 20   | Graham Rahal        | Rahal Letterman Lanigan Racing         | Dallara-Honda     | 82     | + 3 Runden   | 18    | 0              |
| 21   | Charlie Kimball     | Novo Nordisk Chip Ganassi Racing       | Dallara-Honda     | 72     | DNF          | 16    | 02             |
| 22   | Ryan Briscoe        | Panther Racing                         | Dallara-Chevrolet | 64     | DNF          | 09    | 0              |
| 23   | Josef Newgarden     | Sarah Fisher Hartman Racing            | Dallara-Honda     | 34     | + 51 Runden  | 19    | 0              |
| 24   | Takuma Satō         | A. J. Foyt Enterprises                 | Dallara-Honda     | 32     | DNF          | 11    | 0              |

Quellen: 

#### Führungsabschnitte
| Abschnitt | Runden | Fahrer             |
| --------- | ------ | ------------------ |
| 1         | 1–20   | Dario Franchitti   |
| 2         | 21–29  | Sébastien Bourdais |
| 3         | 30–31  | Charlie Kimball    |
| 4         | 32–60  | Will Power         |
| 5         | 61     | Scott Dixon        |
| 6         | 62–63  | Sébastien Bourdais |
| 7         | 64–68  | Scott Dixon        |
| 8         | 69–77  | Sébastien Bourdais |
| 9         | 78–85  | Scott Dixon        |

Quellen: 

#### Gelbphasen
| Nr. | Dauer | Runden | Grund für Gelbphase                                                                  |
| --- | ----- | ------ | ------------------------------------------------------------------------------------ |
| 1   | 1–3   | 3      | Startabbruch: Josef Newgarden (#67), Stillstand                                      |
| 2   | 35–39 | 5      | Kontakt: Graham Rahal (#15) und Tristan Vautier (#55) in Kurve 4                     |
| 3   | 65–68 | 4      | Kontakt: Ryan Briscoe (#4), Justin Wilson (#19) und Charlie Kimball (#83) in Kurve 5 |
| 4   | 82–83 | 2      | Dreher: Alex Tagliani (#98) in Kurve 1                                               |

Quellen: 

### 2. Rennen
| Pos. | Fahrer              | Team                                   | Fahrzeug          | Runden | Zeit         | Start | Führungsrunden |
| ---- | ------------------- | -------------------------------------- | ----------------- | ------ | ------------ | ----- | -------------- |
| 01   | Scott Dixon         | Target Chip Ganassi Racing             | Dallara-Honda     | 85     | 1:35:02,3755 | 01    | 81             |
| 02   | Hélio Castroneves   | Team Penske                            | Dallara-Chevrolet | 85     | + 0,8772     | 03    | 02             |
| 03   | Sébastien Bourdais  | Dragon Racing                          | Dallara-Chevrolet | 85     | + 1,7213     | 07    | 0              |
| 04   | Dario Franchitti    | Target Chip Ganassi Racing             | Dallara-Honda     | 85     | + 2,7630     | 02    | 0              |
| 05   | E. J. Viso          | Team Venezuela/Andretti Autosport/HVM  | Dallara-Chevrolet | 85     | + 3,5804     | 10    | 0              |
| 06   | Charlie Kimball     | Novo Nordisk Chip Ganassi Racing       | Dallara-Honda     | 85     | + 4,4245     | 15    | 0              |
| 07   | Mike Conway         | Dale Coyne Racing                      | Dallara-Honda     | 85     | + 5,0432     | 23    | 0              |
| 08   | Justin Wilson       | Dale Coyne Racing                      | Dallara-Honda     | 85     | + 5,4582     | 13    | 0              |
| 09   | Marco Andretti      | Andretti Autosport                     | Dallara-Chevrolet | 85     | + 5,8601     | 17    | 0              |
| 10   | Alex Tagliani       | Bryan Herta Autosport w/Curb-Agajanian | Dallara-Honda     | 85     | + 7,1766     | 08    | 0              |
| 11   | Josef Newgarden     | Sarah Fisher Hartman Racing            | Dallara-Honda     | 85     | + 7,8430     | 18    | 0              |
| 12   | Simon Pagenaud      | Schmidt Hamilton Motorsports           | Dallara-Honda     | 85     | + 14,4211    | 12    | 0              |
| 13   | Graham Rahal        | Rahal Letterman Lanigan Racing         | Dallara-Honda     | 84     | + 1 Runde    | 19    | 0              |
| 14   | Simona de Silvestro | KV Racing Technology                   | Dallara-Chevrolet | 84     | + 1 Runde    | 09    | 0              |
| 15   | Sebastian Saavedra  | Dragon Racing                          | Dallara-Chevrolet | 84     | + 1 Runde    | 21    | 0              |
| 16   | Tristan Vautier     | Schmidt Peterson Motorsports           | Dallara-Honda     | 84     | + 1 Runde    | 16    | 0              |
| 17   | Carlos Muñoz        | Panther Racing                         | Dallara-Chevrolet | 84     | + 1 Runde    | 24    | 0              |
| 18   | Will Power          | Team Penske                            | Dallara-Chevrolet | 83     | DNF          | 05    | 02             |
| 19   | Ryan Hunter-Reay    | Andretti Autosport                     | Dallara-Chevrolet | 83     | DNF          | 04    | 0              |
| 20   | Takuma Satō         | A. J. Foyt Enterprises                 | Dallara-Honda     | 83     | DNF          | 14    | 0              |
| 21   | James Hinchcliffe   | Andretti Autosport                     | Dallara-Chevrolet | 81     | + 4 Runden   | 11    | 0              |
| 22   | Ed Carpenter        | Ed Carpenter Racing                    | Dallara-Chevrolet | 77     | DNF          | 22    | 0              |
| 23   | James Jakes         | Rahal Letterman Lanigan Racing         | Dallara-Honda     | 62     | DNF          | 20    | 0              |
| 24   | Tony Kanaan         | KV Racing Technology                   | Dallara-Chevrolet | 35     | DNF          | 06    | 0              |

Quellen: 

#### Führungsabschnitte
| Abschnitt | Runden | Fahrer            |
| --------- | ------ | ----------------- |
| 1         | 1–23   | Scott Dixon       |
| 2         | 24–25  | Hélio Castroneves |
| 3         | 26–27  | Will Power        |
| 4         | 28–85  | Scott Dixon       |

Quellen: 

#### Gelbphasen
| Nr. | Dauer | Runden | Grund für Gelbphase                                                               |
| --- | ----- | ------ | --------------------------------------------------------------------------------- |
| 1   | 65–70 | 6      | Kontakt: James Jakes (#16) in Kurve 5                                             |
| 2   | 81–82 | 2      | Kontakt: Ed Carpenter (#20) in Kurve 5                                            |
| 3   | 84–85 | 2      | Kontakt: Ryan Hunter-Reay (#1), Will Power (#12) und Takuma Satō (#14) in Kurve 1 |

Quellen: 

## Punktestände nach dem Rennen

### Fahrerwertung
Die Punktevergabe wird hier erläutert.
| Pos. | Fahrer            | Punkte |
| ---- | ----------------- | ------ |
| 01.  | Hélio Castroneves | 425    |
| 02.  | Scott Dixon       | 396    |
| 03.  | Ryan Hunter-Reay  | 356    |
| 04.  | Marco Andretti    | 355    |
| 05.  | Simon Pagenaud    | 309    |
| 06.  | Tony Kanaan       | 307    |
| 07.  | Dario Franchitti  | 307    |
| 08.  | James Hinchcliffe | 305    |
| 09.  | Justin Wilson     | 296    |
| 10.  | Will Power        | 273    |
| 11.  | Charlie Kimball   | 272    |
| 12.  | E. J. Viso        | 258    |

| Pos. | Fahrer              | Punkte |
| ---- | ------------------- | ------ |
| 13.  | Takuma Satō         | 257    |
| 14.  | Ed Carpenter        | 240    |
| 15.  | Josef Newgarden     | 238    |
| 16.  | Sébastien Bourdais  | 223    |
| 17.  | Graham Rahal        | 221    |
| 18.  | James Jakes         | 215    |
| 19.  | Simona de Silvestro | 207    |
| 20.  | Tristan Vautier     | 183    |
| 21.  | Alex Tagliani       | 163    |
| 22.  | Sebastian Saavedra  | 152    |
| 23.  | Oriol Servià        | 151    |
| 24.  | Mike Conway         | 149    |

| Pos. | Fahrer             | Punkte |
| ---- | ------------------ | ------ |
| 25.  | Ryan Briscoe       | 87     |
| 26.  | J. R. Hildebrand   | 79     |
| 27.  | Ana Beatriz        | 72     |
| 28.  | Carlos Muñoz       | 67     |
| 29.  | A. J. Allmendinger | 65     |
| 30.  | Pippa Mann         | 29     |
| 31.  | Conor Daly         | 11     |
| 32.  | Townsend Bell      | 10     |
| 33.  | Katherine Legge    | 8      |
| 34.  | Buddy Lazier       | 8      |